# 索隆拉吕
索隆拉吕（法語：Saulon-la-Rue，法語發音：[solɔ̃ la ʁy]）是法国科多尔省的一个市镇，位于该省东部，属于第戎区。

## 地理
索隆拉吕（47°13'19"N, 5°3'50"E）面积4.53 平方千米，位于法国勃艮第-弗朗什-孔泰大區科多尔省，该省份为法国中东部省份，北起奥布省，西接涅夫勒省和约讷省，南至索恩-卢瓦尔省，东南接汝拉省，东临上索恩省，东北部与上马恩省接壤。
与索隆拉吕接壤的市镇（或旧市镇、城区）包括：费奈、巴尔日、热夫雷尚贝坦、索隆拉沙佩勒。

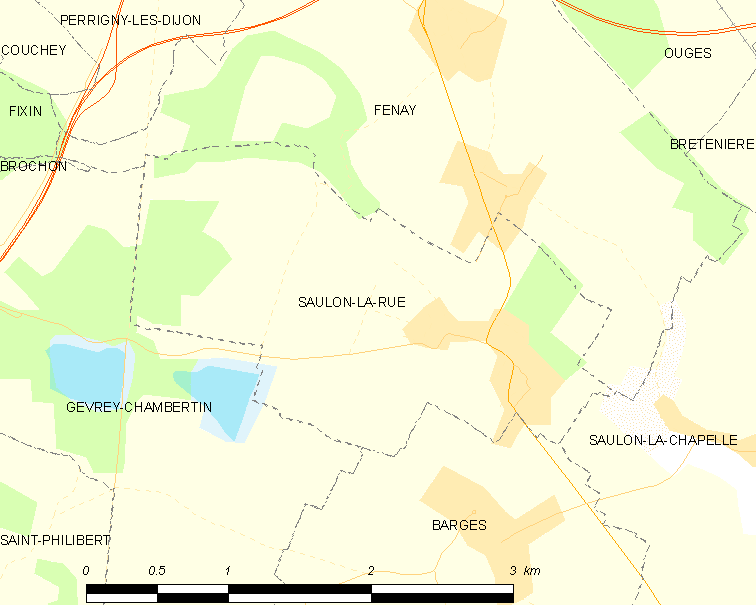
索隆拉吕的OSM定位图

索隆拉吕的时区为UTC+01:00、UTC+02:00（夏令时）。

## 行政
索隆拉吕的邮政编码为21910，INSEE市镇编码为21586。

## 政治
索隆拉吕所属的省级选区为尼伊圣乔治县。

## 人口

1962-2008年间索隆拉吕人口变化图示

索隆拉吕于2022年1月1日时的人口数量为707人。